# Der wiedergefundene Freund
Der wiedergefundene Freund (im Deutschen auch unter dem Originaltitel Reunion und als Versöhnung aufgelegt) ist eine Novelle des deutschen Schriftstellers Fred Uhlman. Das Buch erschien zum ersten Mal 1971 in London. Die Geschichte handelt von zwei 16-jährigen Jungen, deren Freundschaft am Nationalsozialismus scheitert.

## Handlung
Der 16-jährige Schüler Hans Schwarz ist Sohn eines erfolgreichen jüdischen Arztes und besucht das exklusive Karl-Alexander-Gymnasium in Stuttgart. Er träumt davon Dichter zu werden, gilt aber als „normaler“ Schüler mit durchschnittlichen Noten. Er passt nicht recht in die Klasse und hat keine richtigen Freunde. Hans und seine Familie sind zwar jüdisch, doch in erster Linie fühlen sie sich als Schwaben und Deutsche, der Vater hat sich sogar im Ersten Weltkrieg ein Eisernes Kreuz erster Klasse erkämpft.
Im Januar 1932, ein Jahr vor der Machtübernahme durch die Nazis, erscheint ein neuer Schüler in der Klasse – als „Graf von Hohenfels, Konradin, geboren am 19. Januar 1916, Burg Hohenfels“ stellt er sich vor. Hans Schwarz erkennt, dass er mit niemand anderem als mit diesem faszinierenden Neuling befreundet sein möchte. Erfreut beobachtet er, wie von Hohenfels Avancen anderer Mitschüler zurückweist. Hans beginnt sich im Unterricht als Literaturkenner zu profilieren und beeindruckt Konradin mit einer schwierigen Übung am Reck. Mittels einer korinthischen Silberdrachme aus seiner Münzsammlung erweckt er Konradins Interesse, sie kommen ins Gespräch und werden Freunde.
Die beiden entwickeln eine tiefe Zuneigung zueinander, sie diskutieren über deutsche Literatur im Allgemeinen, Hans’ Lieblingsdichter Friedrich Hölderlin im Speziellen und weitere Themen. Auch unternehmen sie gemeinsam Ausflüge durch das Umland von Stuttgart. Dennoch – obwohl die beiden sich tiefe Geheimnisse offenbaren – bleibt eine Distanz, da Konradin zwar mehrmals in der Woche Gast bei Hans ist und seine Eltern kennenlernt, Hans aber lange Zeit nicht von Konradin nach Hause eingeladen wird. Die wenigen Male, wo Hans in das Haus von Konradin kommen darf, sind dessen Eltern nicht anwesend.
Auf Dauer lässt sich die Politik auch unter den Schülern nicht ignorieren und treibt einen Keil zwischen die beiden. Als Hans eine Aufführung von Fidelio besucht und auf die Familie Hohenfels trifft, ignoriert sein Freund ihn, als ob er ein Fremder wäre. Hans erfährt, dass der Antisemitismus von Konradins Mutter der Grund dafür ist, dass er als Jude nie in ihrer Gegenwart nach Hause eingeladen wird. Als die antisemitische Hetze zunehmend auch in der Schule aufkommt und Hans von Mitschülern drangsaliert wird, ignoriert Konradin dies schweigend. Die Verabredungen zwischen Hans und Konradin werden seltener und hören schließlich ganz auf. So wird allmählich eine echte Freundschaft – stellvertretend für viele Millionen anderer – unwiederbringlich zerstört.
Auf Initiative seiner Eltern emigriert Hans im Januar 1933 zu Verwandten nach New York. In einem Abschiedsbrief schreibt Konradin, dass er vor kurzem mit seiner Mutter eine Rede Adolf Hitlers besucht habe und dieser hoffentlich Deutschland vor den Kommunisten retten könne. Konradin endet seinen Brief damit, dass er Hans alles Gute wünscht, und drückt seine Hoffnung aus, dass Hans in einigen Jahren wieder nach Deutschland zurückkehren könne. Der Kontakt zwischen den beiden reißt ab. Die Eltern von Hans wollen nicht emigrieren und bleiben zurück, werden zunehmend entrechtet und begehen schließlich Suizid.
Die Erzählung endet etwa 30 Jahre später: Hans lebt inzwischen als Familienvater und Anwalt in New York, er versucht seine deutsche Vergangenheit möglichst zu verdrängen. Überraschend erhält er von seiner ehemaligen Schule die Bitte, für eine Tafel zum Gedenken an die Kriegsopfer des Gymnasiums zu spenden. Eine beigefügte Liste zeigt Hans, dass mehr als die Hälfte seiner Klassenkameraden gefallen sind. Er zögert zunächst unter dem Buchstaben „H“ nachzuschauen, doch schließlich findet er den Eintrag „Hohenfels, Konradin, beteiligt am Attentat auf Hitler. Hingerichtet“.

## Biografischer Hintergrund
Fred Uhlman war wie seine Hauptfigur Hans Schwarz ein jüdischer Anwalt, der 1933 wegen der Nationalsozialisten aus Deutschland emigrierte. Als Vorbild für die fiktive Schule des Buches diente ihm das Eberhard-Ludwigs-Gymnasium, das er selbst besuchte. Der 19. Januar 1916 ist das Geburtsdatum sowohl von Hans Schwarz als auch von Konradin von Hohenfels; Uhlman wurde am 19. Januar 1901 geboren, er hat die beiden Protagonisten also exakt um 15 Jahre verjüngt. In Uhlmans bereits 1960 erschienener Autobiografie heißt es:

„Zwei andere Jungen, die in die gleiche [sic!] Schule gingen, waren die Brüder Stauffenberg. Einem von ihnen gelang es fast, Hitler zu töten. Er wurde dafür hingerichtet.“

Auf diesen Sätzen beruht die Vermutung, Uhlman habe mit von Hohenfels Claus Graf Schenk von Stauffenberg gemeint.
Von den drei Stauffenberg-Brüdern war freilich keiner mit Uhlman befreundet, sie gehörten auch jüngeren Jahrgängen an.
Während des Studiums von Uhlman in Tübingen setzt sich einmal ein junger Mann in der Vorlesung neben ihn:

„Er war sehr ruhig, aber er hob sich von der schäbig gekleideten Menge ab: Er war äußerst gut gekleidet und trug einen Diamantring an der linken Hand. Er sprach nicht mit mir und zeigte wenig Interesse an der Vorlesung.“

Es erweist sich später, dass dieser junge Mann Philipp Albrecht Herzog von Württemberg war, der älteste Sohn des Herzogs und Enkel des letzten Königs von Württemberg. Auch zu ihm ergab sich keine persönliche Beziehung.

## Rezeption
Der wiedergefundene Freund wurde zunächst 1971 bei Adam Books in London mit einer Auflage von nur 700 Kopien gedruckt. Uhlmans Werk blieb zunächst fast unbeachtet, bis es 1977 in einer Neuauflage mit einem Vorwort von Arthur Koestler bei Collins & Harvill erschien. Koestler schrieb, dass er den Roman als „kleines Meisterwerk“ ansehe, wobei sich das Adjektiv nur „auf den geringen Umfang“ und „auf den Eindruck, dass es – obgleich es die hässlichste Tragödie der Menschheitsgeschichte behandelt – in nostalgischen Molltönen (minor key = Moll) geschrieben ist“ beziehe. Koestler prophezeite, dass „gerade dieses kleine Buch sich auf die Dauer behaupten wird“. Anschließend entwickelte sich Uhlmans Werk zu einem internationalen Erfolg und wurde in rund 20 Sprachen übersetzt, in deutscher Sprache erschien es erstmals 1978.

## Auszeichnungen
Im September 1997 wurde Der wiedergefundene Freund von der Akademie für Kinder- und Jugendliteratur zum Buch des Monats gewählt.

## Adaptionen
1989 erschien die Verfilmung Der wiedergefundene Freund unter Regie von Jerry Schatzberg nach einem Drehbuch von Harold Pinter. Die Hauptrollen übernahmen Jason Robards, Christien Anholt und Samuel West.
Beim Diogenes Verlag erschien die Novelle auch als Hörbuch, gelesen von Hans Korte (Spieldauer: 132 Minuten).

## Text
- Reunion 1971; dt.: Köln: Hermansen 1978 ISBN 3-921549-22-1
- Fred Uhlman: Der wiedergefundene Freund. Erzählung. Diogenes, Zürich 1998, ISBN 3-257-23101-6 (mit einem Vorwort von Arthur Koestler).